# Hugo Waser
Pour les articles homonymes, voir Waser.
Hugo Waser, né le 9 août 1936 à Stansstad, est un rameur d'aviron suisse.
Il remporte aux 1968 à Mexico une médaille de bronze en quatre de couple avec Denis Oswald, Peter Bolliger, Jakob Grob et Gottlieb Fröhlich,.